# Лемазик
Лемазик (уменьшительное от Лемазы) — левый приток реки Лемазы в Дуванском районе Башкортостана. Впадает в Лемазы у села Лемазы. Длина реки составляет около 6 км. На ней три моста.
Протекает в безлесной местности.
По реке проходят границы Дуванского, Вознесенского и Лемазинского сельсоветов.

## Достопримечательности
В долине реки находится Урочище «Каменный столб»: скальные обнажения, сквозная пещера.